# Lac du Predil
Le lac du Predil (en italien : lago del Predil, en frioulan : Lât di Rabil, en allemand Raibler See), est un lac italien situé dans la province d'Udine (Frioul-Vénétie Julienne), près de la frontière italo-slovène. Situé à une altitude de 969 mètres, il occupe une surface d'environ 1 km2.

## Description
Le lac de Predil a une longueur de 1,5 km, une largeur de 500 m, et une profondeur d'environ 30 m. Il est, derrière le lac de Cavazzo, le deuxième lac naturel de Frioul-Vénétie Julienne en termes de superficie. Sa vallée est dominée au sud par la Cima del Lago (2 125 mètres), et au nord-est par le Cinque Punte (1 909 mètres).
Il est probablement d'origine glaciaire, en raison d'une barrière de moraine ou de glissements de terrain fréquents le long de l'émissaire.

## Galerie photos

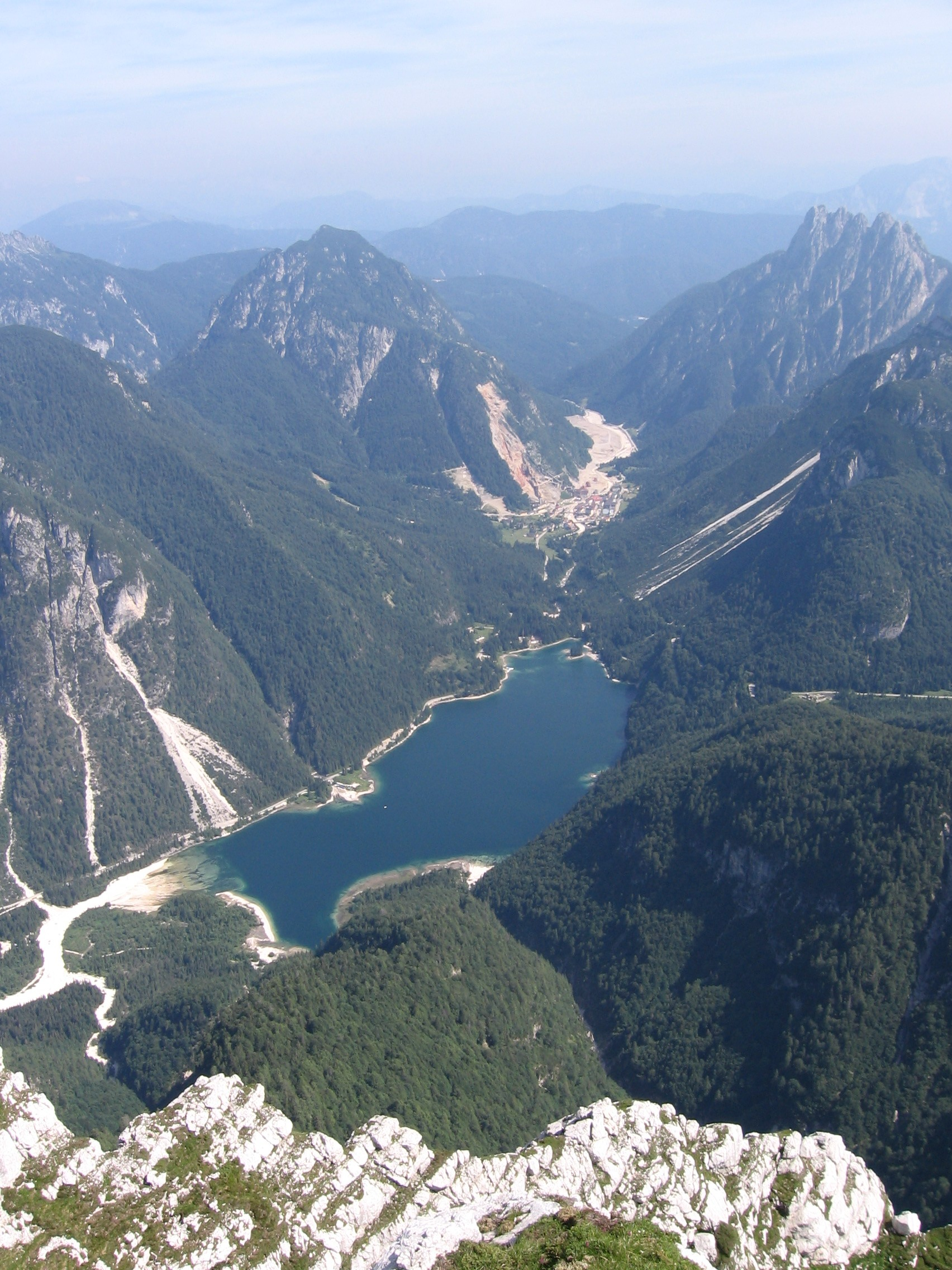
Le lac vu de la Cima del Lago.
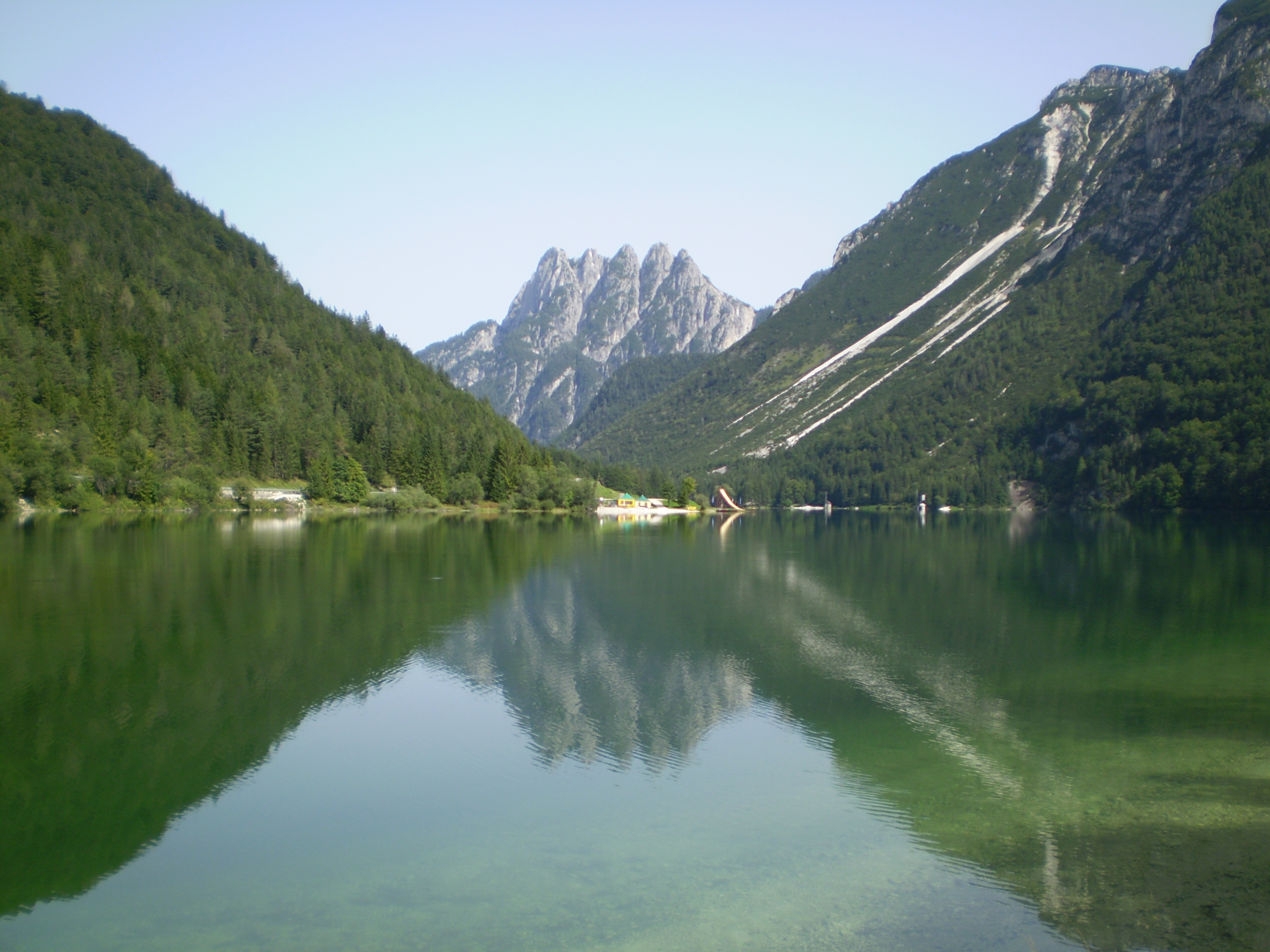
Le lac et les Cinque Punte.
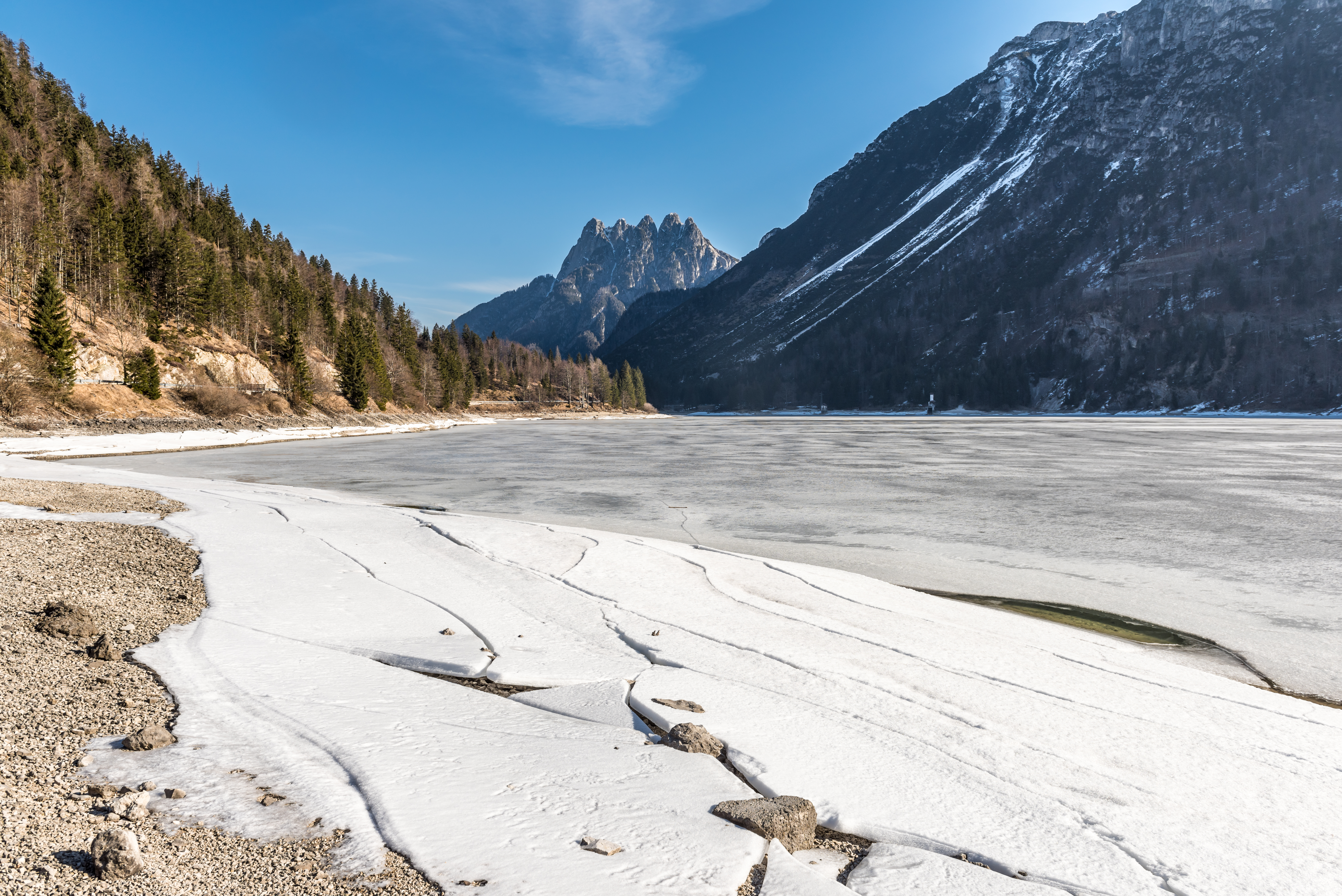
Le lac et les Cinque Punte en hiver.